# Drosanthemum uniondalense
Drosanthemum uniondalense är en isörtsväxtart som beskrevs av H.E.K.Hartmann. Drosanthemum uniondalense ingår i släktet Drosanthemum och familjen isörtsväxter. Inga underarter finns listade i Catalogue of Life.